# Nordisk familjebok

Logotipo de la primera edición (1876-1899).

Logotipo de la segunda edición (1904-1926).

Nordisk familjebok (en sueco: Libro Familiar del Norte) es el título de una enciclopedia sueca publicada entre 1876 y 1957.
La primera edición estaba compuesta por 20 volúmenes y se publicó entre 1876 y 1899. Se la conoce como «la edición de Iðunn» debido a que la figura de dicha diosa era usada como logotipo en la portada. 
La segunda edición vio la luz entre 1904 y 1926, en 38 volúmenes, y se la conoce popularmente como «la edición del búho». Esta, con sus 182 000 entradas, suele ser considerada como la más completa de las enciclopedias en idioma sueco.
La tercera edición se publicó entre 1923 y 1937. En 1942 la editorial Svensk uppslagsbok AB (posteriormente Förlagshuset Norden AB) adquirió los derechos de la enciclopedia y entre 1951 y 1957 se encargó de publicar la cuarta y última edición, en 22 volúmenes.
Los derechos de autor de las dos primeras ediciones ya han expirado y hoy en día ya forman parte del dominio público. 
En la década de 1990, la Universidad de Linköping inauguró el Proyecto Runeberg, que tiene como objetivo la digitalización de obras relevantes para la cultura de los países nórdicos. En 2001, se logró la digitalización a tamaño completo de las 45 000 páginas de las dos enciclopedias, utilizando técnicas de escaneo y reconocimiento óptico de caracteres, si bien la etapa de corrección de errores está todavía pendiente de ser completada. Ambas obras se hallan a disposición del público en internet, en el sitio web del proyecto. El lenguaje empleado, en algunos casos de hace más de un siglo, resulta en ocasiones anticuado si se lo compara con el sueco moderno. Esto se debe en particular a la ortografía arcaica (qu en lugar de kv, fv y w en lugar de v, entre otras).
Wikipedia, incluyendo la edición en español, incluye algunas entradas con información o imágenes extraídas de la Nordisk familjebok.